# غریبه شیرین و من
غریبه شیرین و من (انگلیسی: Sweet Stranger and Me; کره‌ای: 우리집에 사는 남자) یک مجموعه تلویزیونی کره جنوبی سال ۲۰۱۶ بر پایه وب‌تون سال ۲۰۱۵ با همین نام اثر یو هیون سوک است. این مجموعه از ۲۴ اکتبر تا ۱۳ دسامبر ۲۰۱۶، روزهای دوشنبه و سه‌شنبه ساعت ۲۲:۰۰ (کی‌اس‌تی) از کی‌بی‌اس۲ برای ۱۶ قسمت پخش شد.

## بازیگران

### اصلی
- سو ئه در نقش هونگ نا ری[۴]
- کیم یونگ-کوانگ در نقش گو نان گیل
- لی سوهیوک در نقش کوان دوک بونگ
- جو بو-آه در نقش دو یو جو[۵]
- کیم جی-هون در نقش جو دونگ جین[۶]